# Daniel Lanois
Daniel Lanois (Hull, 19 de setembro de 1951) é um produtor e músico canadense, produziu numerosos artistas como Bob Dylan, U2, Peter Gabriel, Robbie Robertson, Ron Sexsmith ou ainda Nash The Slash.

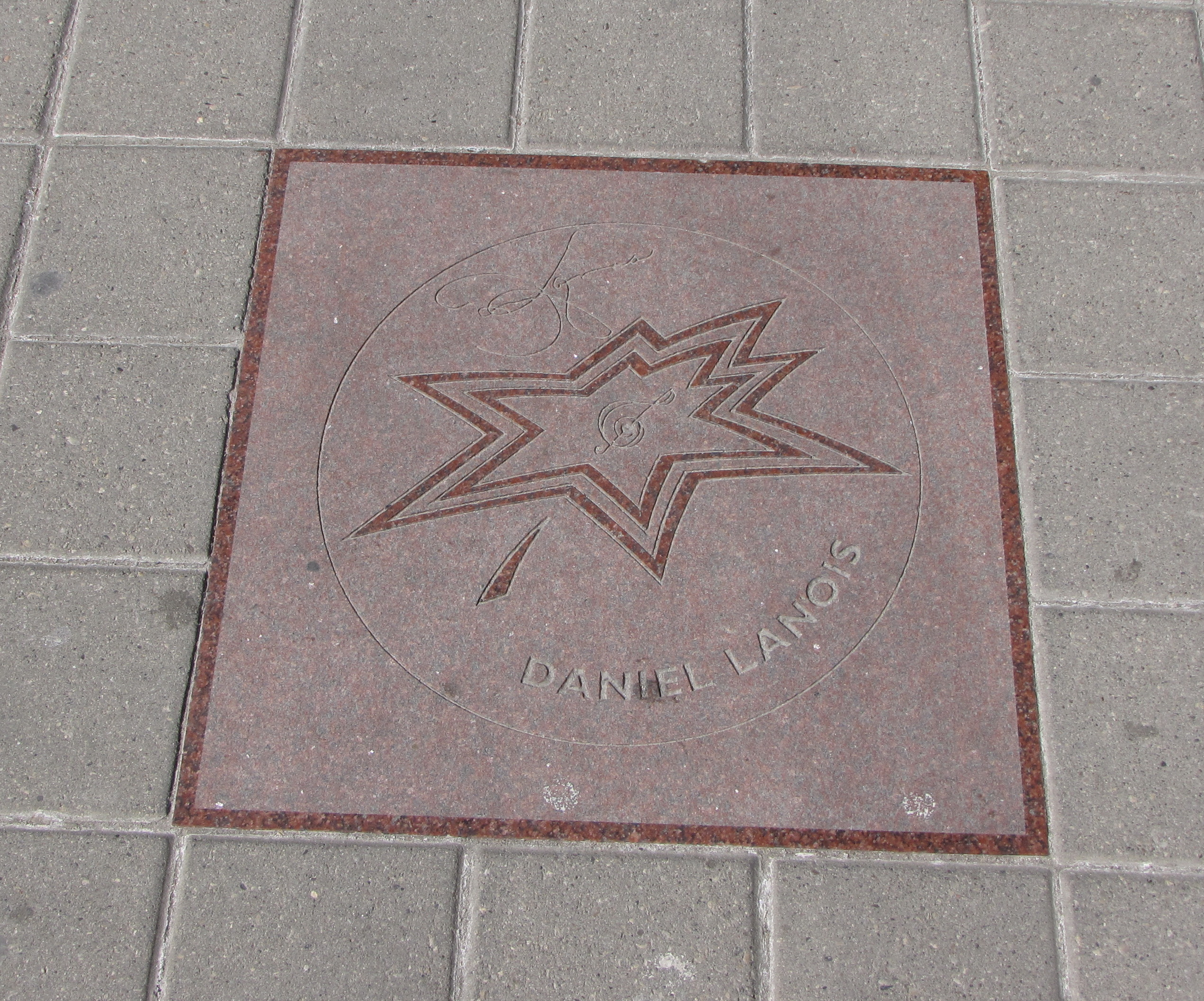
Estrela de Daniel Lanois na Calçada da fama do Canadá.